# قرعة كبيرة
قرعة كبيرة قرية سوريّة تتبع إداريّاً لمحافظة حلب منطقة منبج ناحية مركز منبج، بلغ تعداد سكانها 317 نسمة حسب التعداد السكاني لعام 2004.